# Jeff Weaver
Jeffrey Charles Weaver (né le 22 août 1976 à Los Angeles, Californie, États-Unis) est un ancien lanceur droitier de baseball.
Gagnant d'une médaille de bronze en baseball aux Jeux olympiques d'été de 1996 avec l'équipe des États-Unis, il évolue dans la Ligue majeure de baseball de 1999 à 2010 et fait partie de l'équipe des Cardinals de Saint-Louis qui remporte la Série mondiale 2006. Il est le frère aîné du joueur de baseball professionnel Jered Weaver.

## Biographie
Après des études secondaires à la Simi Valley High School de Simi Valley (Californie), il passe quatre ans à l'Université d'État de Californie à Fresno de 1995 à 1998. Durant l'été 1996, il est membre de la très jeune équipe des États-Unis qui remporte la médaille de bronze lors du tournoi olympique de baseball des Jeux d'Atlanta. Il prend part à quatre matchs comme lanceur de relève, pour 7,1 manches lancées.
Pendant ses études, il repousse une offre des White Sox de Chicago qui le choisissent lors du repêchage amateur de 1997. Finalement repêché au premier tour de sélection le 2 juin 1998 par les Tigers de Détroit, il débute en Ligue majeure le 14 avril 1999.